# 和田濱站
和田濱站（日语：／ Wadahama eki */?）是位於鳥取縣米子市和田町字山際，西日本旅客鐵道（JR西日本）境線的車站。車站愛稱（妖怪）為滾槌站。

## 歷史
- 1951年（昭和26年）11月1日 - 境線弓濱站至大篠津站（現時：米子機場站）之間新設此站[1]。
  - 當時車站地址為鳥取縣西伯郡和田村（日语：和田町 (米子市)）字山際。
- 1954年（昭和29年）6月1日 - 和田村編入至米子市（第一次），車站地址變為鳥取縣米子市和田町（日语：和田町 (米子市)）字山際。
- 1987年（昭和62年）4月1日 - 伴隨國鐵分割民營化，車站由西日本旅客鐵道（JR西日本）營運。
- 2005年（平成17年）3月31日 - 隨著米子市（第二次）成立，車站地址變為鳥取縣米子市和田町字山際。
- 日期不詳：撤走自動售票機。
- 2019年（平成31年) 3月16日 - 車載型IC出入閘機開始使用，此站開始可以使用IC卡「ICOCA」[2]。

## 車站構造
車站是一座地面車站，設有1面1線的單式月台。前往境港方向的列車會開啟右邊車門。此站是由米子站管理的無人車站。候車室設於月台中央，曾經此站設有自動售票機，現已撤走。

## 使用狀況
以下為近年一日平均上下車人次列表：
| 上下車人次變化 | 上下車人次變化 |
| 年度           | 1日平均人次    |
| -------------- | -------------- |
| 2007年         | 230            |
| 2008年         |                |
| 2009年         |                |
| 2010年         |                |
| 2011年         | 239            |
| 2012年         | 185            |
| 2013年         | 180            |
| 2014年         | 190            |
| 2015年         | 182            |
| 2016年         | 164            |
| 2017年         | 192            |
| 2018年         | 200            |

## 車站周邊
- 和田濱工業團地
- 日本中央競馬會(JRA)Wins米子（此站下車步行25分鐘）

## 相鄰車站
西日本旅客鐵道
 境線
弓濱－和田濱－大篠津町

## 注腳
1. 1 2  「日本國有鐵道公示第239號」《官報》1951年10月13日（國立國會圖書館數碼化資料）
2. ↑   （页面存档备份，存于）（日語）
3. ↑  国土数値情報(駅別乗降客数データ)2011-2015年  （页面存档备份，存于）（日語） - 國土交通省，2019年7月4日參閲
4. ↑  国土数値情報　駅別乗降客数データ  （页面存档备份，存于）（日語） - 國土交通省，2020年9月13日參閲

## 外部連結
- 和田濱｜車站資訊：JR出門網 - 西日本旅客鐵道（日語）